# Louis Motorrad
Die Detlev Louis Motorrad-Vertriebsgesellschaft mbH ist ein Filial- und Versandhändler für Motorradbekleidung, -ersatzteile und -zubehör. Der Firmensitz des 1938 gegründeten Unternehmens befindet sich in Hamburg.

## Geschichte
Das Unternehmen wurde 1938 durch Walter Lohmann in Hamburg gegründet. Im Jahr 1946 trat Detlev Louis in die Firma ein, weswegen kurz darauf das Unternehmen in seinen noch heute gültigen Namen Detlev Louis Motorrad-Vertriebsgesellschaft mbH umfirmiert wurde. Zu dieser Zeit wurden vier Mitarbeiter beschäftigt. In den folgenden Jahren handelte die Firma Louis mit Rollern und Motorrädern der Marken A.J.S., Heinkel und Adler. Neben dem Verkauf der Fahrzeuge wurde eine Werkstatt betrieben. 1960 bezog die Firma Louis ein neu gebautes Ladengeschäft mit angeschlossener Werkstatt in der Rentzelstraße nahe dem Hamburger Fernsehturm. Deutschlands größtes Motorradgeschäft öffnete seine Türen. 1967 erschien der erste Versandkatalog mit 24 Seiten im Format DIN-A5. Inhalt war eine kleine Auswahl an funktioneller Motorradbekleidung aus Leder und einigen Zubehörartikeln. Das Angebot an Motorrädern wurde um die Marken BSA, BMW und Matchless sowie 1968 um Honda erweitert. 1969 bis 1975 war die Firma Generalimporteur der aufstrebenden Kawasaki Motorräder für Deutschland.

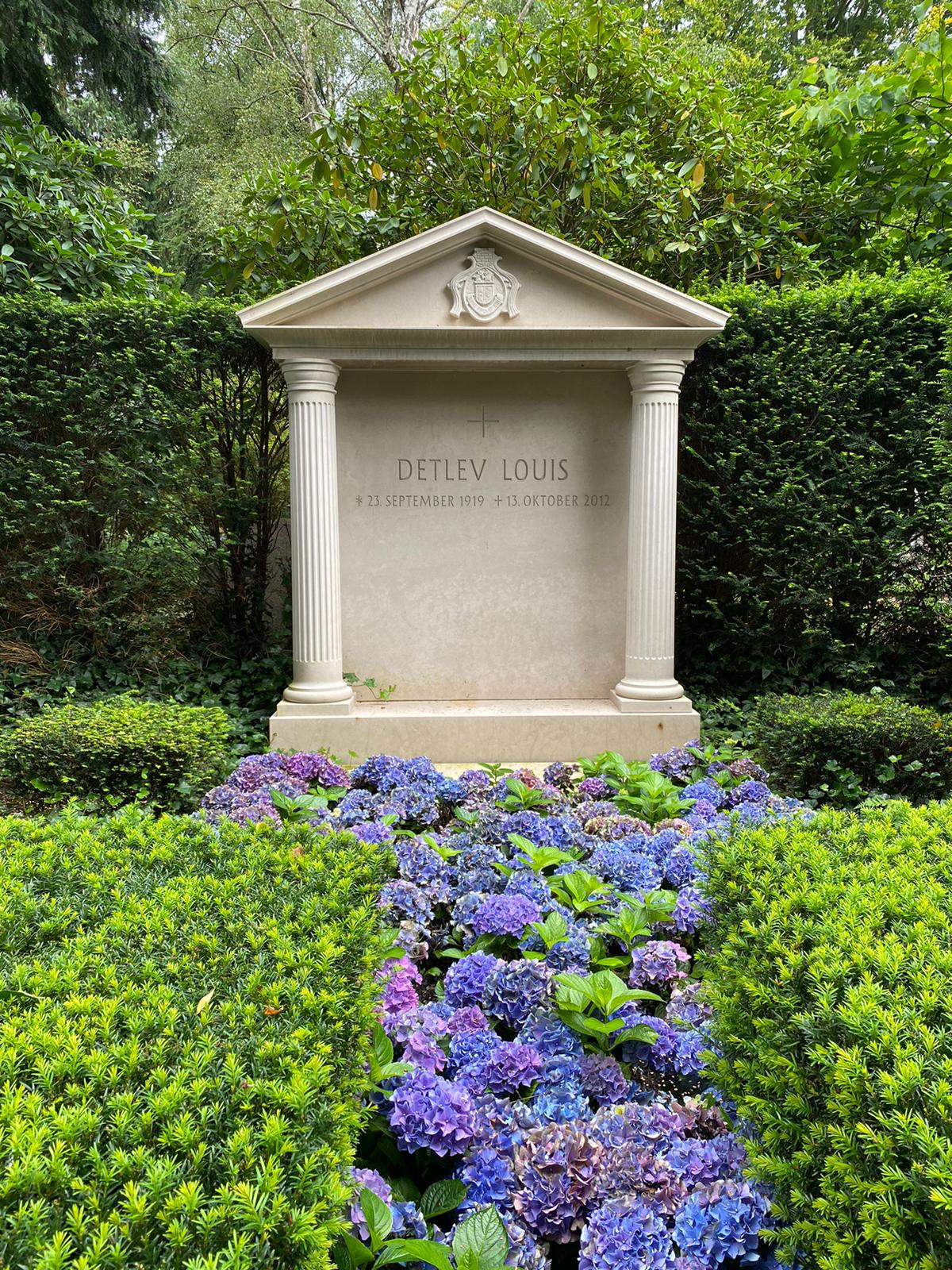
Grabstätte Detlev Louis auf dem Nienstedtener Friedhof

In den 1970er und 1980er Jahren importierte die Firma Louis zusätzlich italienische Motorräder der Marken Laverda und Malaguti. Neben Detlev Louis wurden 1977 Günther Albrecht beziehungsweise 1981 Stephan Louis, der Sohn von Detlev Louis, geschäftsführende Gesellschafter der Firma. Verwaltung, Ladengeschäft, Lager und Werkstatt der Firma Louis zogen 1977 in die Süderstraße um, wo noch heute ein Ladengeschäft betrieben wird. 1981 eröffnete die erste Louis-Filiale außerhalb Hamburgs in Hannover ihre Pforten. Seitdem wächst das Filialnetz der Firma Louis kontinuierlich in Deutschland und Österreich weiter. Im Jahr 2007 wurden 60 Geschäfte mit jeweils bis zu 2400 m² Verkaufsfläche betrieben.
Mit dem Erfolg im Verkauf von Motorradbekleidung und -zubehör schwand die Bedeutung des Fahrzeugverkaufs, so dass Anfang der 1990er Jahre der Fahrzeugverkauf gänzlich eingestellt wurde. Die Firma Louis bezog 1991 mit Verwaltung und Lager ein modernes Logistikzentrum mit Fördertechnik in Hamburg-Allermöhe an der A25. 1994, 1998, 2006, 2010 und 2016 wurde das Logistikzentrum deutlich erweitert, so dass die Lagerfläche heute über 50.000 m² beträgt. Im Jahr 1997 wurde der Vertrieb um einen Online-Handel erweitert, worüber 2014 etwa 20 % des Umsatzes erzielt wurde.
Im Oktober 2012 verstarb der Inhaber des gleichnamigen Unternehmens Detlev Louis. 2014 startete der Onlineshop für Frankreich. Im Februar 2015 kaufte Berkshire Hathaway, die Investmentfirma von Warren Buffett, Detlev Louis für ca. 400 Millionen US-Dollar. 2016 öffnete die erste Filiale in der Schweiz und 2017 bzw. 2018 starteten die Onlineshops für die Niederlande und Italien. 2019 öffnete die erste Filiale in den Niederlanden und Louis beschäftigt in Deutschland, Österreich, den Niederlanden und der Schweiz über 2.100 Mitarbeiter, davon 160 Auszubildende. 2020 starteten die Onlineshops für Dänemark und Polen, dazu 2023 der Onlineshop für Schweden und 2024 für Spanien und Tschechien.

## Vertriebsstruktur
Stationärhandel: knapp 90 Geschäfte in Deutschland, Österreich, den Niederlanden und der Schweiz mit zusammen über 35.000 m² Verkaufsfläche.
Versandhandel: 15 Onlineshops in 10 Sprachen. Zentrallager in Hamburg-Allermöhe mit über 50.000 m² Lagerfläche.

## Sortiment und Exklusivmarken
Das Sortiment umfasst über 50.000 Artikel aus den Bereichen Bekleidung für Motorrad-, Roller- & Quadfahrer, Outdoor (z. B. Zelte, Campingzubehör), Rucksäcke und Motorradreisetaschen, Geschenkartikel (z. B. Blechschilder, Fertigmodelle, Bücher, DVDs, Reparaturanleitungen) und technische Artikel (z. B. Motorradnavigationsgeräte, Helmgegensprechanlagen, Bluetooth-Headsets, Werkzeuge, Schlösser, Motorradheber, Verschleißteile, Öle, Reinigungs- und Pflegemittel, Ersatzteile). Louis ist in Deutschland alleiniger Importeur u. a. der Marken (Exklusivmarken), Rekurv (Motorradbekleidung), Vanucci (Motorradbekleidung), Fastway (Motorradbekleidung), Super Shield (Protektoren), DELO (Batterien und Luftfilter), Moto-Detail (Gepäck, Transportsysteme), Nordkap (Zelte, Schlafsäcke), Saito (Motorrad-Verschleißteile) und Nishua (Helme).

## Auszeichnungen
- Best Brand Award (beste Filialkette) der Zeitschrift Motorrad in den Jahren 2006,[6] 2007,[7] 2008,[8] 2009,[9] 2010, 2011, 2012, 2013, 2014, 2015, 2016, 2017, 2018, 2019, 2020, 2021, 2022, 2023 und 2024.
- Best Brand Award (bester Onlineshop) der Zeitschrift Motorrad in den Jahren 2020, 2021, 2022, 2023 und 2024.